# إسلي هيدي
إسلي هيدي (بالألبانية: Isli Hidi‏) (15 أكتوبر 1980 ألبانيا - ) هو لاعب كرة قدم ألباني، يلعب كحارس مرمى.

## روابط خارجية
- إسلي هيدي على موقع الاتحاد الدولي (مؤرشف)  (الإنجليزية)
- إسلي هيدي على موقع الاتحاد الأوربي (الإنجليزية)
- إسلي هيدي على موقع اتحاد أوكرانيا (الإنجليزية)
- إسلي هيدي على موقع قاعدة بيانات كرة القدم.إي يو (الإنجليزية)
- إسلي هيدي على موقع ناشيونال فوتبول تيمز (الإنجليزية)
- إسلي هيدي على موقع Soccerway.com (الإنجليزية)
- إسلي هيدي على موقع عالم كرة القدم.نت (الإنجليزية)
- إسلي هيدي على موقع AS.com (الإسبانية)